# ¡Cómo está el servicio! (obra de teatro)
El armario es una obra de teatro en tres actos de Alfonso Paso, estrenada en Teatro Maravillas de Madrid, el 12 de enero de 1968. 

## Argumento
Vicenta llega a la gran ciudad para trabajar de sirvienta en casas acomodadas. Sin embargo, los señores que la contratan sucesivamente no terminan de despertar la confianza de la pobre mujer, que debe cambiar hasta a tres hogares diferentes: El de una ex prostituta casada con un militar estadounidense, el de una viuda que no termina de creer que su marido ya no está con ella y en una clínica médica.

## Representaciones destacadas
- Teatro (Estreno, 1963). 
  - Dirección: Alberto Curado.
  - Decorados: Alejandro Andrés.
  - Intérpretes: Florinda Chico (Vicenta), María Isbert, Guadalupe Muñoz Sampedro, Mary Begoña, Fernanda Hurtado, Luis Sánchez Polack y Pedro Valentín.

- Cine: Ver ¡Cómo está el servicio! (1968), de Mariano Ozores.